# 波根堅河
波根堅河是俄羅斯的河流，屬於小阿努伊河的右支流，由楚科奇自治區負責管轄，河道全長297公里，流域面積13,100平方公里，河水主要來自雨水和融雪，每年十二月至翌年四月結冰。